# Bikovka
Bikovka (en rus: Быковка) és un poble de l'óblast de Saràtov, a Rússia, segons el cens del 2010 tenia 42 habitants. Pertany al districte municipal de Saràtov.